# Лівобережний (Воронеж)
Лівобережний район – внутрішньоміський район Воронеж. Розташований на лівому березі Воронезького водосховища. Площа району за даними 1 січня 1999 року становила 12389 га.
З 21 жовтня 2019 року керівником управи Лівобережного району призначено Башилова Вадима Станіславовича.
Основні вулиці - Ленінський проспект, вул. Димитрова, вул. Волгоградська, вул. Ленінградська, вул. Ціолковського, вул. Новосибірська, вул. Менделєєва, вул. Ростовська та вул. Брусилова. Тут розташовані великі підприємства: ВОГРЕС, Воронезький авіаційний завод (ВАСО), Воронезький шинний завод (спільне підприємство міжнародної компанії Pirelli та Державної корпорації "Ростек"), завод Воронежсинтезкаучук, завод Рудгормаш (ГОО).

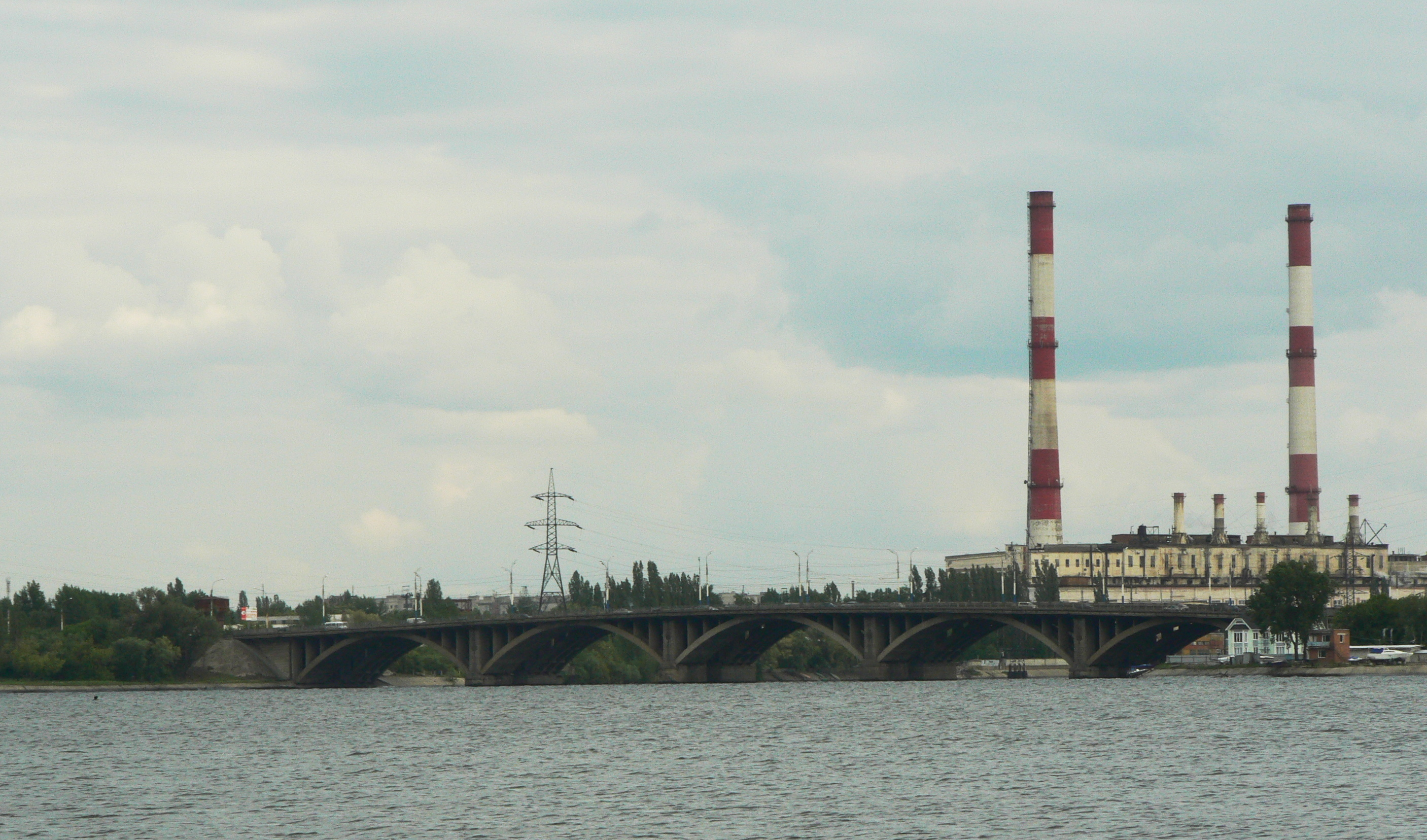
Вогресівський міст

У районі в основному будівлі збудовані у XX — на початку XXI століть. У Лівобережному районі знаходяться великі залізничні станції: Придача та Маслівка. З правобережною частиною міста з'єднаний трьома переправами: Чернавським та Вогресівським мостами, а також греблею гідровузла.

## Історія району
Наприкінці XVI століття і на початку XVII століття на лівому березі річки Воронежа переселенцями було засноване село Клементьєвська (Клементьєвка), яке було так названо на прізвище одного з її жителів. Згодом вона стала власністю Успенського монастиря і почала називатися Монастирщенкою. У 1700 році Монастирщенка стала належати Олексіївському Акатовому монастирю.
У 1587 заснована слобода Придача як придаткові землі міських козаків, які охороняли місто від набігів. Документи Акатова монастиря повідомляють, що 1616 року козаки втекли. У 1680 році завершено будівництво церкви Різдва Христового. Вона була дерев'яною. У 1795 році замість неї була побудована кам'яна церква з тією самою назвою. До появи своїх церков у Монастирщенці та селі Відріжці їхні приходи належали церкві Різдва Христового.
У 1925 році губвиконком ухвалив об'єднати слободу Придачу з містом Воронежем, але фактично це сталося лише у 1930 році.
У номері «Комуна» № 6 від 8 січня 1931 писали:
Згідно з комплексним планом, подальше зростання м. Воронежа намічається, головним чином, лівим берегом річки, де протягом найближчих років передбачається велике промислове будівництво. Наразі вже складено та затверджено планування слободи Монастирщенки. З убогої статі сільського селища вона має перетворитися на частину великого упорядкованого соціалістичного міста з населенням 60 тис. осіб. Нове місто планується на кшталт міста-саду. З усіх боків він буде оточений зеленими насадженнями, які разом із скверами та парками, розташованими в центрі, займуть до 50% усі міської площі. Планується будівництво низки громадських та культурно-побутових установ: будинки райради, будинки культури, фабрики-кухні, робочих клубів, шкіл та амбулаторій. Велике місце займуть також міські підприємства міського господарства – лазні, центральний автогараж, сміттєспалювальна станція, центральна пральня, хлібозавод та два універмаги. Житлове будівництво вестиметься за типом будинків-комун із громадськими їдальнями, яслами, кімнатами відпочинку та ін.
Новий район був створений у 1933 році і став називатися Сталінським.
У 1928-1932 роках будувався завод синтетичного каучуку ім. С. М. Кірова. У 1930—1932 роках збудовано авіаційний завод. У 1934 році на Воронезькому авіаційному заводі було збудовано радянський агітаційний, пасажирський багатомісний, восьмимоторний літак, найбільший сухопутний літак свого часу — АНТ-20 «Максим Горький». У 1934-1936 роках на заводі випустили літак АНТ-25, в 1939 - штурмовики Іл-2 (за їх випуск завод нагороджений орденом Леніна), в 1958 - серійний випуск цивільного пасажирського літака АН-10.
У 1961 році Сталінський район був перейменований на Лівобережний

## Економіка
У Лівобережному районі знаходяться:
Авіабудівне підприємство «Воронезьке акціонерне літакобудівне товариство» (ВАСО)
завод Воронежсільмаш
Воронезький шинний завод (спільне підприємство міжнародної компанії Pirelli та Державної корпорації «Ростек»)
завод Воронежсинтезкаучук
ЗАТ «Воронежстальмост»[13]
ТОВ «Воронезькі дріжджі» (підприємство, що випускає хлібопекарські пресовані дріжджі.)[14]
завод Рудгормаш
Авіабудівне підприємство «Воронезьке акціонерне літакобудівне товариство» (ВАСО) було засноване 1932 року. Серійне виробництво почалося 1934 року з виробництва бомбардувальника ТБ-3. У 1993 році завод пройшов процес приватизації, і отримав назву Відкрите акціонерне товариство «Воронезьке акціонерне літакобудівне товариство» (ВАСО). 1995 року розпочато виробництво транспортного літака Іл-96Т. З 2006 року входить до складу державного ВАТ "Об'єднана авіабудівна корпорація". Виторг акціонерного товариства в 2007 році склав 3,74 млрд руб.
ЗАТ «Воронежстальмост» було засноване 1948 року у Лівобережному районі Воронежа. Підприємство виготовляє сталеві конструкції для залізничних, автодорожніх та пішохідних мостів будь-яких типів. Завод виробляє 45 тис. тонн конструкцій на рік.

## Адміністрація району
Після прокурорської перевірки 18 квітня 2008 року голова Ради директорів ВАТ «Керуюча компанія Лівобережного району» Станіслав Шестаков, першого заступника керівника управи Лівобережного району виключено з ради, оскільки муніципальні службовці не маю право брати участь у управлінні комерційними организациям[15]. 28 квітня 2008 року він звільнився з посади першого заступника керівника управи за власним бажанням.
Керівники району
Коновалов, Борис Михайлович - глава управи з 2006 року по 2009[16]
Казарцева, Світлана Геннадіївна - глава управи з 2009 року по 2013[17]
Бавикін Юрій Миколайович - керівник управи району з 2013 по 2018 рік
Селютін Євген В'ячеславович - керівник управи району з 2018 року по 8 квітня 2019 року
Копитин Олег Юрійович - керівник управи району з 8 квітня 2019 року по жовтень 2019 року
Башилов Вадим Станіславович – керівник управи району з 21 жовтня 2019 року до теперішнього часу.

## Культура та Освіта
У Лівобережному районі функціонує 63 освітні заклади. З них: 24 загальноосвітні, 36 дошкільних, 3 заклади додаткової освіти дітей. Також у районі знаходяться і вищі навчальні заклади: ФКОУ ВПО Воронезький інститут Федеральної служби виконання покарань Росії (вул. Іркутська, 1а), другий корпус інституту Економіки та Права (вул. Ленінградська, 33), Російський державний соціальний університет (Воронезька Філія) (вул. .Ленінградська, 62) та інші навчальні заклади.
На площі ВАСО з 25 травня 2007 року проходить щорічний Всеросійський sky-фестиваль «Під крилом літака» На площі біля музею-діорами виставлено техніку часів Великої Вітчизняної війни та більш сучасну техніку. Там знаходяться Т-34-85, протитанкова самохідна артилерійська установка СУ-100 у двох комплектаціях, протитанкова самохідна артилерійська установка ІСУ-152, важкий танк ІС-2, самохідна артилерійська ракетна установка БМ-132-16 «Катюша» . Там же встановлено стелу «Місто Військової слави Воронеж».

## Парки та сквери
Парк Авіабудівників з Воронезьким зоопарком, що знаходиться на його території (вул. Ленінградська)
Парк Патріотів (вул. Ленінградська/Ленінський пр-т)
Яскраві вітрила (Ленінський пр-т)
Південний парк (вул. Новосибірська
Сквер ВШЗ (вул. Ростовська)
Сквер Чайка (вул. Новосибірська)
Парк імені Шерстюка (вул. Ростовська)

## Пам'ятники
Пам'ятний знак на лінії фронту «Тут не пройшов ворог»
Меморіальний комплекс та братська могила у Парку Патріотів
Воїнам 233 полку конвойних військ НКВС, встановлений на території Воронезького інституту Федеральної служби виконання покарань Росії
С. М. Кірову на вул. Лебедєва біля заводу «Воронежсинтезкаучук»
В. І. Леніну на вул. Ростовська

## Медицина
МБУЗ МВ м. Воронеж «ДКЛ № 8» (вул. Ростовська, д. 90, тел. (473) 2430033) МБУЗ МВ м. Вороніж «ГБ № 16» (вул. Поліни Осипенко, д. 24 б, тел. (473) 2496362)
МБУЗ МВ м. Вороніж «РД № 2» (пологовий будинок) (вул. Ленінградська, д. 57, тел. (473) 2491713)
МБУЗ МВ м. Воронеж «ГБ № 5» (вул. Поліни Осипенко, д. 11, тел. (473) 2498946)
МБУЗ МВ м. Вороніж «ДП № 22» (вул. Глінки, д. 34, тел. (473) 2444286)
МБУЗ ГО м. Вороніж «СП № 5» (Ілліча вул, д. 130, тел. (473) 2263723)
МБУЗ ГО м. Вороніж «ДП № 18» (Ленінський пр-кт, буд. 2, корп. 5, тел. (473) 2490913)
ТОВ Поліклініка «Здорова сім'я» (Ленінський пр-кт, д. 25/1, офіс 1, тел. (473) 2285371)

## Відомі вихідці району
Королькова Ганна Миколаївна - відома оповідниця . У 1940 році з'явилася перша її книга «Пісні та казки Воронезької області». З 1967 року Ганна Миколаївна – член Спілки письменників CCCP. 1969 року її збірка була опублікована в Москві, а потім — неодноразово перевидавалася. До 100-річчя від дня народження Ганни Миколаївни на будинку (Ленінський проспект, 12) було відкрито меморіальну дошку. Меморіальна дошка на честь А. Н. Королькової відкрита і на будинку (провулок Прохолодний, 14) , на місці якого знаходився будинок, в якому вона жила.
Шальнева (Ненахова), Марія Тимофіївна - 2 травня 1945 будучи єфрейтором 87 окремого дорожньо-експлуатаційного батальйону регулювала рух військової техніки недалеко від рейхстагу в Берліні . Євгеній Ананьєвич Халдей, який проїжджав повз фронтовий кореспондент ТАРС, зробив її фотографію, яка була опублікована в багатьох газетах світу і стала символом Перемоги у Другій світовій війні.
Некраш, Сергій Валерійович – почесний мешканець Лівобережного району. Нагороджений орденами «Вітчизняної Війни» І, ІІ ступенів, медалями «За відвагу», «За звільнення Варшави», «За перемогу над Німеччиною у Великій Вітчизняній війні 1941—1945 рр.», «За бездоганну службу» І, ІІ, ІІІ ступенів , «Ветеран Збройних Сил СРСР». 2000 року йому було присвоєно звання полковника. 
Клінських, Юрій Миколайович (Юрій Хой) – російський музикант, автор пісень, композитор, засновник та лідер рок-гурту «Сектор Газа».

## Архітектура
Будинок № 45 на вул. Ленінградська побудовано 1930-х роках як лазня обслуговування мешканців нового району біля авіаційного заводу. Стиль - неокласицизм з елементами конструктивізму. До 2009 року використовується за первісним призначенням.

## Релігія
У Лівобережному районі знаходяться Церква Успіння Пресвятої Богородиці (Успенський храм)(храм збудований у 1848 році і розташований у житловому кварталі поблизу Ленінського проспекту), церква Преподобного Сергія Радонезького(була закладена в 1998 році біля перехрестя Волгоградська та Ціолковського у мікрорайоні «Червоний Жовтень» (ВАІ). При храмі діють недільна школа для дітей та дорослих, бібліотека та благодійний фонд «Лепта»), храм В ім'я святих первоверховних апостолів Петра та Павла в мікрорайоні Масловка, який адміністративно підпорядкований Лівобережному району.
Зводиться храм Петра та Павла на вулиці Новосибірська. Побудовано церкву в мікрорайоні «Микільське»